# 임병욱
임병욱(林秉昱, 1995년 9월 30일 ~ )은 KBO 리그 키움 히어로즈의 외야수이다.

## 넥센 히어로즈&키움 히어로즈시절
2014년에 계약금 2억원의 조건으로 1차 지명됐다. 지명 당시 고교 시절 포지션이었던 유격수였다. 강정호를 이을 재목으로 주목받았으나 입단 동기인 김하성에게 유격수 자리를 내주고 외야수로 전향했다.
2015년 시즌 40경기에 출전해 1할대 타율, 1홈런, 8안타, 3타점을 기록했다.
2016년 5월 8일 KIA전에서 동점 홈런을 쳐 내며 역전 승을 이끌었다.
2016년 8월 7일 kt와의 2군 경기에서 역대 25번째 사이클링 히트를 달성했다. 2016년 LG 트윈스와의 준플레이오프 2차전에서 우규민을 상대로 홈런을 쳐 냈는데 이 홈런은 고척스카이돔 개장 후 포스트시즌 첫 홈런이었다.
2018년 7월 11일 한화 이글스와의 경기에서 데뷔 첫 두 자릿수 홈런을 기록했다. 2018년 시즌 2할대 타율, 13홈런, 16도루를 기록했다. 2019년 시즌 외야수 중 이정후, 샌즈 다음으로 많은 경기를 소화했다. 하지만 2할대 타율, 110삼진으로 부진했다.

## 상무 야구단시절
2020년 시즌 후에 입단하였다.

## 키움 히어로즈복귀
2022년에 복귀하였다.

## 출신 학교
- 수원신곡초등학교
- 매송중학교(전학) → 배명중학교
- 덕수고등학교

## 통산 기록
| 연도 | 팀명  | 타율  | 경기 | 타수 | 득점 | 안타 | 2루타 | 3루타 | 홈런 | 루타 | 타점 | 도루 | 도실 | 볼넷 | 사구 | 삼진 | 병살 | 실책 |
| ---- | ----- | ----- | ---- | ---- | ---- | ---- | ----- | ----- | ---- | ---- | ---- | ---- | ---- | ---- | ---- | ---- | ---- | ---- |
| 2015 | 넥센  | 0.186 | 40   | 43   | 13   | 8    | 1     | 1     | 1    | 14   | 3    | 2    | 4    | 9    | 0    | 23   | 1    | 0    |
| 2016 | 넥센  | 0.249 | 104  | 233  | 43   | 58   | 11    | 1     | 8    | 95   | 24   | 17   | 6    | 25   | 1    | 82   | 2    | 3    |
| 2017 | 넥센  | 0.238 | 21   | 42   | 10   | 10   | 3     | 0     | 1    | 16   | 7    | 2    | 0    | 3    | 0    | 14   | 2    | 0    |
| 2018 | 넥센  | 0.293 | 134  | 423  | 76   | 124  | 29    | 3     | 13   | 198  | 60   | 16   | 3    | 22   | 0    | 119  | 6    | 5    |
| 2019 | 키움  | 0.243 | 117  | 379  | 39   | 92   | 17    | 5     | 0    | 119  | 41   | 10   | 2    | 23   | 11   | 110  | 6    | 4    |
| 2020 | 키움  | 0.270 | 12   | 37   | 3    | 10   | 4     | 0     | 0    | 14   | 6    | 3    | 0    | 4    | 0    | 10   | 1    | 1    |
| 2023 | 키움  | 0.260 | 80   | 208  | 30   | 54   | 11    | 1     | 6    | 85   | 36   | 4    | 0    | 10   | 1    | 75   | 1    | 3    |
| 2024 | 키움  | 0.241 | 42   | 87   | 14   | 21   | 3     | 0     | 3    | 33   | 10   | 1    | 0    | 4    | 0    | 32   | 1    | 1    |
| 통산 | 8시즌 | 0.260 | 550  | 1452 | 228  | 377  | 79    | 11    | 32   | 574  | 187  | 55   | 15   | 100  | 13   | 466  | 20   | 17   |